# Успенская церковь на Васильевском острове
Це́рковь Успе́ния Пресвято́й Богоро́дицы — Ставропигия православный храм на Васильевском острове Санкт-Петербурга. Построена подворьем Киево-Печерской лавры. Ныне состоит при подворье Козельской Свято-Введенской Оптиной пустыни.

## История подворья

### Троицкое и Псковское подворья
В 1721 году на Васильевском острове, в соответствии с указом Петра I, началось строительство архиерейских подворий членов Святейшего Синода. Здание на углу набережной Невы и 15-й линии было приобретено у Нарышкиных Троице-Сергиевым монастырём. Однако к середине XVIII века монастырь перенёс своё подворье на набережную реки Фонтанки и оставил перестроенный дом с домовой церковью Рождества Христова на Васильевском острове. В 1756 году в «Санкт-Петербургских ведомостях» было опубликовано объявление о продаже первого здания. В течение десяти лет подворье удалось лишь сдать в аренду Академии наук, покупатель же не нашёлся. Такое положение привело к тому, что 10 (21) апреля 1766 года, Екатерина II издала указ о передаче здания Псковской епархии для устройства подворья.
Подворье Псковского архиерейского дома использовалось, в основном, для проживания архиереев-синодалов, приезжающих в Санкт-Петербург на заседания. Доход был небольшим, контролировать деятельность из Пскова было сложно. В результате, в 1854 году, по просьбе временно управляющего Псковской епархией архиепископа Рижского и Митавского Платона (Городецкого), Святейший Синод принял управление подворьем на себя. Взамен Псковский архиерейский дом с 1856 года начал получать ренту. Смена управления не изменила хозяйственную ситуацию на подворье. 11 (23) августа 1872 года было решено его продать.

### Киевское подворье
Во избежание передачи комплекса с домовым храмом другому ведомству, митрополит Киевский и Галицкий Арсений (Москвин) предложил продать его для подворья Киево-Печерской лавре. 11 (23) июня 1875 года было получено Высочайшее разрешение на продажу земли без торгов за 86000 рублей.
К моменту покупки подворье представляло собой участок, застроенный двухэтажным, неоднократно переделывавшимся, главным зданием с полуподвалом. В нём находилась домовая церковь Рождества Христова. Во дворе — несколько небольших служебных зданий и склад строительного камня, арестованный полицией, поскольку хозяин не был установлен. При входе находилось общественное «ретирадное место», распространявшее зловоние, и мусорная яма. Митрополит предполагал сделать полную перестройку подворья, но вскоре скончался, и, за отсутствием утвержденных проектов, работы не осуществились.
Поскольку подворье было бедным, его жилые и хозяйственные помещения сдавались в аренду мирским людям. Был начат косметический ремонт, пристраивались и перестраивались здания; в 1879 году по проекту П. И. Шестова возведён новый одноэтажный флигель по 15-й линии, который назвали «Запасный дом». Однако всё это было недостаточным для статуса подворья, в котором размещались монашествующие и продолжительный срок проживали киевские архиереи. Домовый Рождественский храм к тому времени уже не мог вместить всех молящихся, само помещение было пожароопасным. В 1883—1885 годах была осуществлена попытка капитальной перестройки главного здания по проекту Н. А. Мельникова, но она не добавила удобств. Помещения оставались полутёмными, ровность стен, полов и потолков была нарушена; а в митрополичьих покоях, во избежание обрушения потолка были установлены чугунные колонны в качестве подпорок. В 1893 году на углу «Запасного дома» была устроена часовня по проекту гражданского инженера А. М. Воробьёва.
В 1894 году состоялся архитектурный конкурс на строительство здесь нового комплекса церковных зданий. В конкурсе участвовали проекты архитекторов А. М. Воробьёва, В. А, Демяновского, В. А. Косякова, О. И. Тибо-Бриньоля и М. А. Щурупова. По его итогам был принят проект В. А. Косякова (при участии Б. К. Правдзика). Согласно проекту, главной архитектурной доминантой подворья и этой части невской набережной должен был стать новый храм, большинство зданий предполагалось выстроить заново. В 1894—1895 годах на месте снесённого здания на набережной был построен новый двухэтажный дом, в котором устроены квартира настоятеля и покои митрополита с балконом на главном фасаде. Из своих комнат митрополит мог непосредственно перейти в храм. Остальные служители подворья разместились в двухэтажном дворовом флигеле. Запасный дом был надстроен третьим этажом. Через три года был перепланированы сад и два двора; построены сарай с кладовыми и конюшня. В 1900 году была сооружена ограда. В подвальных помещениях, на окнах и дверях, были установлены полуавтоматические противопаводковые ставни.
Таким образом подворье представляло собой закрытый комплекс построек с отдельным входами для братии, митрополита и посетителей. Запасный дом сдавался внаём. Постоянно при подворье проживало, кроме настоятеля, около 15 монашествующих. Братия, в основном, трудилась на церковных послушаниях. 22 января (4 февраля) 1903 года на подворье скончался митрополит Киевский и Галицкий Феогност (Лебедев). В 1915 году в подвалах подворья была складирована богатая библиотека митрополита Владимира (Богоявленского), погибшая через девять лет во время наводнения.
С 1919 года началось постепенное «уплотнение» жилья, монашествующие были перемещены из келий в небольшие помещения. В пяти комнатах проходили занятия Петроградского богословского института. В начале 1920-х годов настоятель отец Трифиллий (Смага) активно противодействовал деятельности обновленческого Высшего церковного управления, ссылаясь на автономность подворья, относящегося к украинской части Церкви. Однако, под угрозой Василеостровского благочинного протоиерея Николая Платонова ликвидировать подворье, формально признал Высшее церковное управление и согласился поминать епископа Артемия (Ильинского). Такой поступок не был принят в Лавре, и отец Трифиллий, после объяснения духовному собору монастыря обстоятельств подчинения обновленцам, получил благословение держаться епископа Мануила (Лемешевского). В 1923 году братия подворья была принята в общение в Патриаршую церковь. В ночь с 2 на 3 февраля 1924 года отец Трифиллий был арестован вместе с епископом Мануилом.
После закрытия 29 сентября 1926 года Киево-Печерской лавры подворье продолжило своё существование самостоятельно. Впоследствии небольшая часть братии поддержала иосифлянское движение. В ночь на 23 августа 1930 года некоторые монашествующие и часть прихожан были арестованы по обвинению в «систематическом задерживании разменной серебряной монеты, подрывая этим денежное обращение в СССР». Они были осуждены по статьям 58-10 и 59-12 уголовного кодекса с последующей отправкой в лагеря. Последних членов братии арестовали и приговорили к ссылке в Казахстан к марту 1932 года. Фактически подворье перестало существовать.

### Оптинское подворье
К концу 1980-х годов комплекс бывшего подворья был занят различными организациями и коммунальными квартирами. Запасный дом был надстроен четвёртым этажом, келейные флигели — двумя этажами и перепланированы. Монастырский садик утратил свою целостность и регулярность.
В 1988 году вновь была открыта Оптина пустынь. Осенью 1990 года наместник монастыря архимандрит Евлогий (Смирнов) обратился к властям Ленинграда рассмотреть возможность передачи одного из городских храмов (в том числе закрытых) для основания в нём монастырского подворья. Среди предложенных храмов был Успенский, на котором и остановил свой выбор наместник. С этого времени началась реставрация храма и восстановление помещений подворья путём выкупа и расселения коммунальных квартир. Освобождённые помещения вновь перепланированы для нужд подворья.

## История храма

### Строительство
Новый храм во имя Успения Пресвятой Богородицы и преподобных Антония и Феодосия, Печерских чудотворцев, был заложен 15 (27) августа 1895 года архимандритом Феогностом (Пашковым). Работы по строительству продолжались без перерыва с раннего утра до наступления темноты. Для ускорения процесса было решено использовать, вместо кирпича, бетон для устройства основных арок. В сентябре 1896 года внутри строящегося храма была возведена временная церковь, где постоянно проходили богослужения. 14 (26) сентября 1897 года на купола были подняты кресты. Главный придел в честь Успения Пресвятой Богородицы был освящён 18 (30) декабря 1897 года митрополитом Киевским и Галицким Иоанникием (Рудневым), а боковой, в честь печерских преподобных, — 19 (31) декабря. Летом 1898 года были позолочены купола и произведены отделочные работы. После освящения в храме был установлен временный иконостас из старой домовой церкви подворья. Отделочные работы и роспись были завершены к 1903 году.

### 1900—1935 годы
В храме литургию служили ежедневно, а по воскресным и праздничным дням дважды в день: раннюю — в приделе преподобных Антония и Феодосия Печерских, а поздняя — в главном приделе Успения Пресвятой Богородицы. Популярным в народе было еженедельное пение акафиста Успению Божией Матери — традиция, заведённая ещё с 1870-х годов. Периодически акафист служил сам киевский митрополит.
Весной 1922 года из алтаря храма были похищены потир, крест и оклад с напрестольного Евангелия. «Двадцатка» храма была обвинена в ненадлежащем хранении имущества. В 1930-х годах в храме служили певчими Михаил Васильевич Гундяев и Раиса Владимировна Кучина — родители патриарха Московского и всея Руси Кирилла.
Первая попытка закрыть храм была предпринята в 1932 году. 4 февраля Василеостровский районный совет предложил передать храм заводу «Метприбор». Поскольку организация отказалась от предложенного здания, Ленсовет решил снести церковь, на что получил согласие Наркомпроса от 5 марта 1932 года. Прихожанам удалось отстоять храм, собрав более 3000 подписей в его защиту. Эта акция и спровоцировала арест последних монахов подворья.
После прекращения существования подворья приход получил ставропигиальный статус. Это положение косвенно спасало храм от решений закрыть его. Однако к лету 1932 года на Васильевском острове не осталось ни одного прихода Ленинградской епархии, а приток в Успенскую церковь епархиального духовенства из закрытых храмов вынудил пересмотреть её статус. В итоге, 13 июня храм был передан в ведение митрополита Ленинградского.
В конце 1933 — начале 1934 года в приходе прошли очередные аресты (в рамках дела о «евлогиевцах»): под следствие попали четверо священников, служивших в храме. Через полгода, 25 августа решением Ленинградского облисполкома храм был закрыт, хотя службы продолжались до 23 января 1935 года.

### Советский период
После закрытия храма, его здание было передано в ведение Ленинградского военного порта. В 1936 году церковь использовали как спортивный зал. В период блокады Ленинграда под куполом, выкрашенным в зелёный цвет, расположился наблюдательный пункт ПВО; в самом храме — склад РККФ, в подвале — бомбоубежище. В бывшем садике подворья находился зенитный расчёт.
В 1956 году, в соответствии с личным распоряжением Анастаса Микояна, здание храма было передано под устройство в нём первого в Ленинграде закрытого катка. Проект был разработан институтом «Ленгипроинжпроект». В результате работ была уничтожена метлахская плитка, уничтожена или закрашена живопись, в алтаре оборудованы машинное отделение и гардеробы, в центре размещено ледовое поле площадью 289 м², на хорах — буфеты и кладовые для инвентаря. Кроме того, здесь размещались склад спортивного инвентаря, мастерская по заточке коньков, раздевалки. Зал был украшен портретами Ленина, флагами и транспарантами. Торжественное открытие катка состоялось в 1961 году. На нём тренировались такие фигуристы, как Людмила Белоусова и Олег Протопопов. После окончания строительства Дворца спорта «Юбилейный» в 1967 году крытый каток в бывшей церкви стали использовать для тренировок детей и проведения новогодних ёлок.
Однако состояние храма ухудшалось, зданию требовался ремонт, стены были повреждены грибком и разрушались. Чтобы решить финансовые проблемы, в здании катка были открыты сначала бани, а затем — цветочная плантация для продаж.

### Восстановление храма
В июне 1991 года Ленгорисполком принял решение передать бывший Успенский храм ставропигиальному Свято-Введенскому монастырю Оптина пустынь. 28 августа 1991 года в бывшем хореографическом зале катка был установлен временный иконостас, начаты службы.
В течение пяти лет изучалось техническое состояние памятника, создавался проект восстановления; одновременно разбирались установленные после закрытия храма стены, вывозился мусор. Первое богослужение в южном приделе состоялось в октябре 1993 года. Ежедневно службы стали совершаться здесь лишь с февраля 1996 года. Тогда же началась реставрация центрального алтаря.
16 января 1998 года на куполе был водружён крест. К 2003 году восстановлен иконостас. К середине 2013 года церковь снаружи и внутри была полностью восстановлена, и 15 сентября патриархом Кириллом храм был освящён великим чином.

## Архитектура, убранство
Успенский храм пятиглавый, бесстолпный, вместимостью до 2000 человек. Проект выдержан в русском стиле. Построен с применением как кирпича, так и бетона. Нижняя часть здания облицована серым гранитом, верхняя — радомским песчаником. 14 сортов облицовочного кирпича поставлялись рижским заводом М. В. Нестерова. Наружные мозаики были исполнены в мастерской В. А. Фролова. При строительстве храма, впервые в Санкт-Петербурге, гладкие части куполов были облицованы листами алюминия.
Храмовое пространство образовано системой перекрещивающихся арок. В связи с этим в церкви отсутствуют столбы. Стены церкви первоначально были расписаны московскими мастерами Снегирёвым, Н. И. Струнниковым и Яковлевым под руководством академика Ф. А. Соколова. Роспись была отреставрирована группами реставраторов под руководством Л. А. Любимова, Ю. В. Смолянского, Е. П. Большакова. Кроме того, в храме работала группа, сформированная выпускниками Санкт-Петербургского государственный академического института имени И. Е. Репина Я. А. Штеренбергом и Г. М. Журавлёвым, к концу работ составлявшая 80 человек.
На внутреннем пространстве купола изображён «Христос Пантократор» с херувимами и серафимами (закончен в 2007 году). Под барабаном — четыре композиции: «Рождество Иисуса Христа», «Крещение Господне», «Сошествие во ад» и «Вознесение Господне». На парусах находятся образа четырёх Евангелистов. Главной темой центрального алтаря является Успение Пресвятой Богородицы, северного — Архангелы и русские святые, южного — Спас Эммануил. На межалтарных стенах находятся изображения «Распятие на Кресте» и «Снятие со Креста», на хорах — святых Киево-Печерского патерика.
В алтаре установлен престол из каррарского мрамора. Фарфоровый позолоченный иконостас был изготовлен в мастерской заслуженного художника Российской Федерации Л. С. Солодкова.
До закрытия храма в нём находились иконы, написанные насельницами московского Новодевичьего монастыря и иконописцами под руководством московского художника Николая Михайловича Софонова. Храмовый список «Успения Божией Матери» после закрытия подворья был перенесён во Владимирский собор.
В Успенском храме находятся иконы:
- преподобных старцев Оптинских с частицами их мощей,
- святых Киево-Печерских с частицами их мощей,
- преподобного Амвросия Оптинского с частицей его мощей,
- святого великомученика Пантелеймона Целителя с частицей его мощей.
- Божией Матери «Скоропослушница», написанная в одном из Афонских монастырей;
- Божией Матери «Всецарица» и Божией Матери «Неупиваемая чаша».

На звоннице помещены шесть колоколов общим весом 1128 кг.

## Деятельность Подворья

### Учреждения на территории комплекса
При подворье Оптиной пустыни действуют институт, православная гимназия, воскресная школа, антисектантский центр, золотошвейная мастерская и библиотека. В 1994 году при Подворье была открыта Общедоступная школа для детей и Богословские курсы для взрослых. В 1999 году на их базе был открыт Институт религиоведения и церковных искусств с двумя отделениями: богословским и церковных искусств. Основным направлением богословского отделение является изучение богословских и исторических наук, а также христианской культурологии. При этом во время обучения предусматривается практика в областях апологетики, миссионерства и социальной работы. Отделение церковных искусств специализируется на трёх направлениях: церковной музыки, иконописи и реставрации. Подразделением Института является Воскресная школа, открытая в 1994 году. Православная общеобразовательная гимназия имени святого преподобного Амвросия Оптинского была основана в 2010 году.
Деятельность реабилитационного центра «Диалог» направлена на помощь лицам, пострадавшим от деятельности деструктивных религиозных организаций. Кроме того, Центр ведёт профилактическую работу по предотвращению вовлечения в псевдорелигиозные и раскольнические организации.

### Скит подворья
В 1999 году подворье Оптиной пустыни получило 40 гектаров земли у посёлка Сосновый Бор Выборгского района Ленинградской области для открытия подсобного хозяйства и строительства скита. На участке разобрали руины трёх зданий и возвели скитский дом. На животноводческой ферме содержатся коровы, куры, страусы, еноты-полоскуны; заведена пасека; в прудах разводятся японские карпы. На территории скита в 2006 году начато строительство храма во имя преподобного Амвросия Оптинского. В 2010 году к скиту приписана каменная церковь святого благоверного князя Александра Невского, построенная в 1907 году и отреставрированная в 2007 году.

### Мужской хор «Оптина Пустынь»
Одновременно с восстановлением Успенского храма в 1996 году на подворье был создан мужской хор «Оптина Пустынь». Первая знаменная литургия была отслужена 15 сентября 1996 года на память преподобных Антония и Феодосия Печерских. На всем протяжении своего существования коллектив занимается возрождением древнерусского певческого наследия, пополняя богослужебный репертуар древними церковными распевами, расшифрованными группой музыкальных палеографов. Помимо древнерусских певческих стилей хор исполняет распевы православных певческих традиций — греческой, сербской, болгарской и грузинской, монастырские подобны, современные аранжировки древних распевов, духовные песнопения русских композиторов. Основатель коллектива, художественный руководитель и регент — Александр Семёнов.

## Настоятели подворья
| Настоятели подворья и храма         | Настоятели подворья и храма                           |
| Даты                                | Настоятель                                            |
| ----------------------------------- | ----------------------------------------------------- |
| 7 (19) июня 1886 — 5 (17) июня 1892 | архимандрит Иаков                                     |
| 7 (19) июня 1892 — 5 июля 1922      | архимандрит Феогност (Помиков) (1845—1925)            |
| 5 июля 1922 — 3 февраля 1924        | архимандрит Трифиллий (Смага) (1877—1946)             |
| 1924—1927                           | архимандрит Иоасаф (Стаценко)                         |
| 1928—1929                           | архимандрит Феодосий (Михайловский) (1897—после 1931) |
| 1929 — 22 августа 1930              | архимандрит Трифиллий (Смага) (1877—1946)             |
| март 1931 — июнь 1932               | епископ Николай (Муравьёв-Уральский) (1882—1961)      |
| июль 1932 — 21 декабря 1933         | протоиерей Николай Тихомиров (1873—1937)              |
| 1934—1935                           | протоиерей Николай Ладыгин (1882—после 1935)          |
| 1935—1991                           | период закрытия                                       |
| 1991—1996                           | иеромонах Иннокентий (Орлов) (род. 1964)              |
| 1996—2013                           | игумен Ростислав (в миру Ярослав Якубовский)          |
| 2013—2021                           | игумен Арсений (Мосалёв) (род. 1968)                  |
| 2021 — настоящее время              | иеромонах Даниил (Михалев)                            |

На подворье служили иерей Константин Кобец и архимандрит Гурий (Егоров).